# 周新祠
周新祠，又名城隍庙，位于中国浙江省杭州市上城区吴山城隍阁景区内，为南宋绍兴九年（1139年）迁移而来，明代开始祭祀冤死任上的浙江按察使周新。现庙宇为修筑城隍阁景区时重建。

## 历史
杭州城隍庙在南宋以前设在凤凰山，南宋因凤凰山为宋大内禁宫所在，绍兴九年（1139年）迁至吴山今址。绍兴三十年（1160年）宋室敕封城隍神为保顺通惠侯，乾道元年（1165年）以后又累加封号，但是城隍名讳流传甚多，始终没有明确的姓名。明洪武三年（1370年）定庙制，庙宇类同地方官署公堂，神祗也为神界的地方官吏。
永乐年间，周新任浙江按察使，在任期间断狱平冤，明察秋毫，颇得民心，后受人陷害被杀。周新死后成为浙江都城隍，受人侍奉于此。明成化十年（1474年）城隍庙毁于火灾。次年，时任浙江左布政使宁良和右布政使杜谦重修。弘治十六年（1503年）御史夏景和重修拓址。万历四十五年（1617年），吴山山麓起火，殃及山顶的城隍庙，后由当事各方重修。康熙年间，改殿柱为石制，重建砖牌坊，并新建了右司斋厅。康熙三十八年（1699年）拓建山门，增制甬道、游步道以及“于街”。当时，庙中有仪门、月台（戏台）、正殿、偏殿、楼台堂阁总计96间，庙旁还设有府城隍庙，供奉钱塘县、仁和县城隍。乾隆十六年（1751年）及二十年（1755年），清高宗均派人来进香；乾隆二十七年（1762年），高宗第三次南巡亲自来此拈香，并御笔“福庇南黎”匾额。乾隆五十三年（1788年）庙宇重修。嘉庆二十三年（1818年）毁于大火，后由道士化缘得以重建。庙最初有15房住持，后减至11房，每年左右各一房轮流主持殿事一个月，轮值者按月发放薪酬。1958年，大跃进期间，城隍庙被拆毁，仅仅留下柱基、石栏和庙内古樟。1990年代，在原来城隍庙遗址上修建了城隍阁，并在城隍阁旁边重修了周新祠。2006年，城隍山、伍公山整治期间，西湖景区管委会应市民何顺祖先生建议，将吴山周新祠的名称改为城隍庙。但根据后续报道，此处别称城隍庙，仍然主要称作周新祠。

## 祭祀主神
杭州城隍神在后唐清泰元年（934年）封为顺义保宁王，在南宋绍兴三十年（1160年）封为保顺通惠侯，后来又加封位显正康济王，然后至南宋咸淳八年（1272年）进而为辅正康济广德显圣王。虽然此时杭州城隍庙封号极盛，但论及城隍姓名大多语焉不详——清代《吴山城隍庙志》称“而神之姓名，传诸流俗，别无明文”“惟据住持口述，旧闻府主神孙讳谟”，但明代张岱《西湖梦寻》则称城隍庙“宋初封其神姓孙名本”，这些名讳相互矛盾，都难以在旧志中找到对应记载。
明清以来杭州城隍庙主神较为一致的说法为祭祀明代永乐年间任浙江按察使的周新。根据明《永乐实录》记载，周新先后任大理寺左评事、监察御史等职务，在永乐朝以敢于直言著称，曾经在浙江上奏请求因饥荒免除湖州粮饷、亲自围剿嘉兴叛贼倪弘。在他死后数十年间，其广东同乡彭森为其首作传记《冷面寒铁公传》，这一传记具有传奇色彩，强调周新断案如神，为官清廉，被皇帝错杀，明成祖后来梦见周新，后悔错杀，于是立庙吴山祭祀这位城隍。后来的嘉靖《杭州府志》和《明史·周新传》基本延续了这种叙事。在传记中，周新被当时的浙江人视作浙江城隍，周新也因此成为可考最早一位用省级政区名字命名的省城隍神。根据成化《杭州府志》等史料记载，明初明太祖废除所有城隍封号，并改神像为神主牌位，因此宣德初年，时任浙江按察使吴讷下令摧毁杭州城隍庙内城隍夫人和城隍子孙神像，然而此时周新妻子尚在世且周新本人无子嗣，综合而言杭州城隍庙改奉周新的年代在宣德至正统的数十年间，并非志书所言永乐年间。《西湖游览志》亦称旧城隍庙在羊市街，建于宋绍兴元年（1131年），由于周新死后数度出现灵异，杭州人遂改奉周新于城隍庙，将旧城隍奉于旧城隍庙。
复旦大学的朱海滨教授认为周新之所以能够从杭州城隍变为浙江全省的都城隍，与省域观念形成和明代祭祀政策有关，明代浙江省级官员祭祀杭州城隍庙已经成为了惯例，因此后来的修建、祭祀活动中杭州知府只能充当配角。杭州作为省府所在，原先的城隍形象模糊不清，而周新作为浙江一省之首长，并有刚正不阿得罪小人而死的事迹，更加符合浙江一省城隍的教化需求。在浙江城隍之后，明朝境内各省都陆续出现了省城隍神的称呼，至嘉靖年间北京城隍庙配祀以全国十三省城隍。但终明一代，各地省城隍庙一直指代省城的府城隍庙，杭州城隍庙直到清乾隆七年（1742年）才将城隍庙右斋宿厅改为祭祀府城隍的场所，迎立周新之前的杭州府城隍于此间，并在府城隍两侧配祀仁和、钱塘二县城隍，自此两庙才区别开来。然而在杭州民间，绝大多数人仍将周新视作府城隍。

## 布局陈设
周新祠门口有匾额“冷面寒铁”，出自书法家朱关田。门口一侧有一口大钟，相传为胡雪岩十三姨太所赠送的平安钟。殿内雕像总共有三座，中间一座即周新雕像，造型参考了上海城隍庙的雕像，顶部是神龛，两侧分别为分别是手执兵器和印鉴的文武官员。建筑内外又有六幅彩画，描绘了周新廉洁为民的生平故事。2013年，杭州市政府为响应中共中央关于加强廉政文化建设的要求，提升改造周新祠，增加宣传壁画、文化陈设，引入多媒体设备进行展播，在周新祠大殿前的影壁上摩崖石刻《五瘴说》，提醒为政者远离“租赋、刑狱、食宴、声色、私利”等“五瘴”。2019年6月，吴山城隍阁景区再度整体提升改造，原先周新祠仪门改为周新纪念室并对外开放，仪门内采用场景复原的手法展现“冷面寒铁”的周新审理案件的情景。
吴山上存在着大量楹联匾额，周新祠中各处都立有楹联：周新祠正门前立柱上有“浙水观潮，仰孤臣丹心贯日；吴山踏雪，忆廉使铁面凌霜”一联，表达了对周新的景仰与追思；后门立柱上则为“庙貌重昭，崇德报功，威镇吴山扶社稷；神灵愈显，仁安义正，恩敷浙水佑官民”，表现了周新在浙江廉政为民的事迹。此外，据南怀瑾先生回忆，吴山城隍庙有对联“夫妇本是前缘，善缘、恶缘，无缘不合；儿女原是宿债，欠债、还债，有债方来”，他也借此联表达对于子女亲情的看法。
- 仪门左侧布局
- 仪门右侧讼堂
- 大殿主神周新及随从塑像
- 大殿后门城隍庙匾额和城隍巡城图
- 大殿内游人正在祭拜